# Télescope solaire

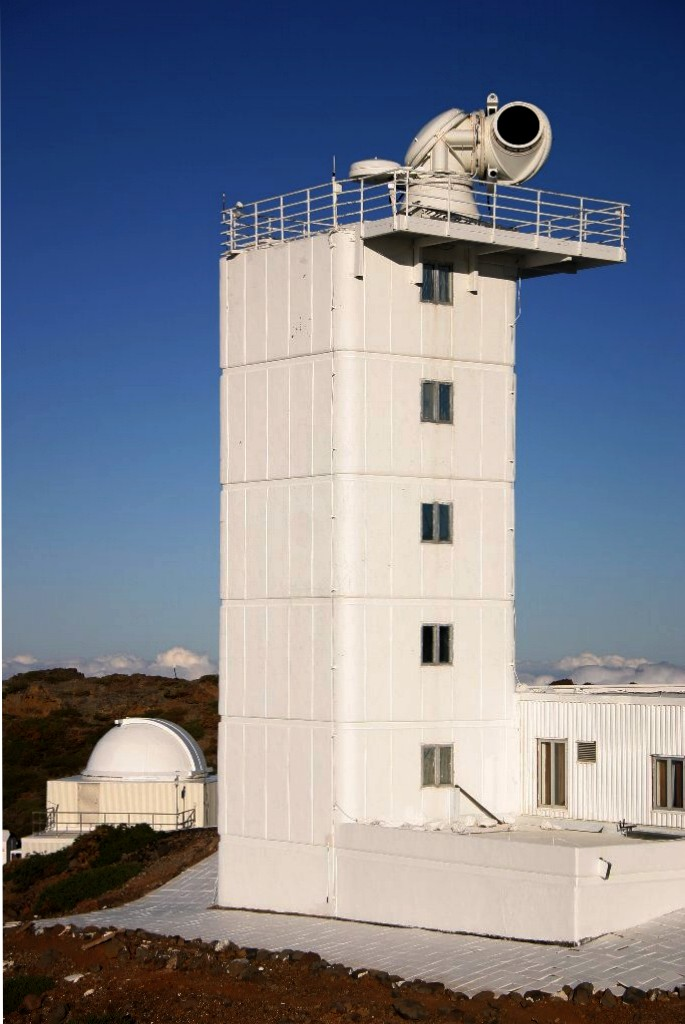
Télescope solaire suédois situé sur l'île de La Palma aux Canaries

Un télescope solaire est un télescope destiné exclusivement à l'observation du Soleil.
Contrairement aux autres télescopes, les télescopes solaires ont généralement des miroirs de petite taille en raison de la grande quantité de lumière qu'ils reçoivent. Pour cette même raison, la plus grande partie du trajet effectué par la lumière à l'intérieur d'un télescope solaire jusqu'aux instruments se fait sous vide. Ceci permet d'éviter une dégradation des images engendrée par la turbulence de l'air créée par la grande quantité d'énergie dégagée par les miroirs.
Les observatoires solaires au sol observent des longueurs d'onde dans le spectre visible, l'ultraviolet (UV) et le proche-infrarouge (IR). D'autres longueurs d'onde sont observées en orbite, notamment dans le domaine des rayons X et des ondes radio.

## Structure
Les télescopes solaires sont habituellement construits sur des tours dont la structure est peinte en blanc afin de limiter la turbulence engendrée par le réchauffement diurne des installations et du sol autour du télescope. D'autres stratégies de limitation de la turbulence peuvent être utilisées. Ainsi, le Dutch Open Telescope est construit sur une charpente ouverte, ce qui permet au vent de passer à travers la structure et par conséquent, refroidir le miroir primaire du télescope.
Les télescopes solaires sont également dotés de mécanismes d'arrêt de chaleur (heat stop) afin de limiter cette dernière. En général, le faisceau de lumière opère dans un environnement sous vide ou rempli d'hélium afin d'éviter la convection de l'air à l'intérieur du télescope. Ils peuvent également avoir un élément optique principal d'une très grande longueur focale, quoique ce n'est pas toujours le cas.
Puisque le Soleil voyage sur l'écliptique, quelques télescopes solaires sont immobiles (parfois même enterrés) avec comme seule partie mobile un héliostat qui suit le Soleil. Un exemple d'un tel système est le Télescope solaire McMath-Pierce.

### Télescopes solaires amateurs

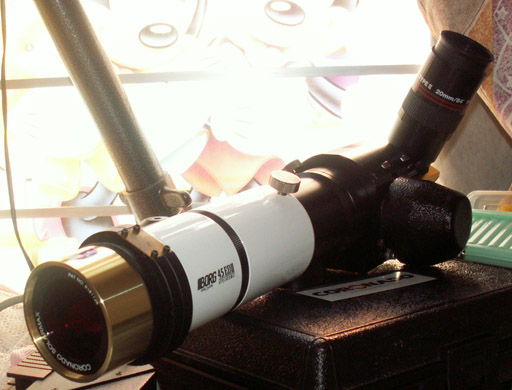
Exemple de télescope solaire amateur équipé d'un système de filtre H-alpha.

Dans le domaine de l'astronomie amateur, plusieurs méthodes sont utilisées pour observer le Soleil, allant du plus simple système, qui projette le Soleil sur une feuille de papier blanc, en passant par des filtres obscurcissants et des prismes de Herschel, qui redirige 95 % de la lumière loin de l'œil, jusqu'à des systèmes de filtres H-Alpha et même des spectrohéliographes amateurs. Comparés au télescope professionnel, les télescopes solaires sont habituellement beaucoup plus petits.

## Exemples de télescopes solaires
- La Tour Einstein (Einsteinturm) (1924- )
- Le McMath-Hulbert Observatory (24"/61 cm diamètre, 1941–1979)
- Le télescope solaire McMath-Pierce (1,6 m de diamètre, 1961–2017)
- Le télescope solaire Richard B. Dunn (1,63 m de diamètre, 1969–)
- Le télescope solaire Daniel-K.-Inouye (4 m de diamètre, 2019–)
- L'observatoire du Mont Wilson
- A l'observatoire du Roque de los Muchachos :
  - Le Swedish Vacuum Solar Telescope (47,5 cm de diamètre, 1985–2000)
  - Le Swedish 1-m Solar Telescope (1 m de diamètre, 2002–)
  - Le Dutch Open Telescope (45 cm de diamètre, 1997–)
- A l'observatoire du Teide :
  - THEMIS de 90 cm
  - le Vacuum Tower Telescope de 70 cm (1989–)
  - le télescope solaire GREGOR de 1,5 m (2009–)
- Télescope solaire à spectres multiples (MSSTA (en), années 1990), un réseau de télescopes UV lancé dans l'espace
- Le Leoncito Astronomical Complex, ayant exploité un télescope solaire de longueurs d'onde sub-millimétriques.
- Le Radio Solar Telescope Network (RSTN), un réseau d'observatoires solaires maintenu et opéré par l'agence météorologique de l'US Air Force
- Le CERN Axion Solar Telescope (CAST, début des années 2000), visant à détecter des axions solaires.